# Antoni Silvestre Moya
Antoni Silvestre Moya, Antonio Silvestre Moya (ur. 26 października 1892 w Olleria; zm. 8 sierpnia 1936 w El Salter) – hiszpański błogosławiony Kościoła katolickiego, duchowny katolicki.
Urodził się 26 października 1892 roku i został ochrzczony tego samego dnia. Wstąpił do seminarium w Walencji, gdzie uczył się łaciny, filozofii i teologii. Otrzymał święcenia kapłańskie w 1915 roku; potem swoją posługę rozpoczął jako wikariusz w parafii w Alicante, a w 1920 roku został mianowany proboszczem parafii Otos. Padł ofiarą antykatolickich prześladowań religijnych okresu wojny domowej w Hiszpanii.
Antoniego Silvestre Moya beatyfikował Jan Paweł II w dniu 11 marca 2001 roku jako męczennika zamordowanego z nienawiści do wiary (łac. odium fidei) w grupie 232 towarzyszy Józefa Aparicio Sanza.